# Aalborg
Aalborg (o anche Ålborg, AFI: /ɔlbɔr/, , in italiano antico Alburgo) è una città della Danimarca, la quarta per popolazione dopo Copenaghen, Aarhus e Odense. Conta una popolazione urbana di 120 700 abitanti (2024).
La città si trova nella regione dello Jutland Settentrionale.
I primi insediamenti nella zona in cui sorge oggi la città risalgono attorno all'VIII secolo e il suo posizionamento sul Limfjorden permisero ad Aalborg di diventare, nel corso del Medioevo, un importante porto e, più tardi, un centro industriale e manifatturiero. Attualmente sta vivendo una fase di transizione e si sta trasformando da città con vocazione prevalentemente operaia a centro ad indirizzo culturale e scientifico, grazie soprattutto alla presenza e all'influenza dell'Università di Aalborg, fondata nel 1974, e alla più recente University College of Northern Denmark, fondata nel 2008 e incentrata di più su corsi di rilevanza professionale.
Nel suo territorio si trova l'Aeroporto militare di Aalborg, una delle principali basi delle forze aeree danesi. La città è inoltre sede vescovile luterana della diocesi di Aalborg per la chiesa di Danimarca.

## Storia
La storia di Aalborg comincia circa mille anni fa. La città fu fondata, sfruttando la sua favorevole posizione sul Limfjord, per fungere da luogo di scambi e commerci. Le rovine di due antichi insediamenti e di una zona cimiteriale si trovano sulla Lindholm Høje, una collina che sovrasta la città. Le dimensioni di questi insediamenti fanno comprendere come questo luogo rivestisse fin da allora una certa importanza.
La prima volta che Aalborg venne storicamente menzionata con il suo nome originale di Alabu fu su una moneta riportante il volto del Re Hardeknud, datata 1040. Il nome può essere tradotto approssimativamente con "Il castello vicino al fiume", riferendosi alla sua fortificazione originaria.
Nel corso del Medioevo, Aalborg prosperò e divenne una delle più grandi città danesi, e la sua ricchezza e il suo benessere furono addirittura accresciuti quando nel 1516 ad Aalborg fu garantito il monopolio della produzione e del commercio delle aringhe salate.
Nel 1342 le furono riconosciuti i privilegi spettanti alle città e dal 1554 divenne sede vescovile.
Nel 1940, durante l'invasione tedesca della Danimarca, l'aeroporto militare di Aalborg venne catturato molto presto dai paracadutisti tedeschi. Di fatto Aalborg fu la prima città danese ad essere conquistata dalle truppe hitleriane.
Nella storia più recente Aalborg ha assunto importanza internazionale in quanto dal 24 al 27 maggio 1994 è stata sede della (Prima) Conferenza europea sulle città sostenibili, passata ai posteri anche come Conferenza di Aalborg, da cui è scaturita la Carta di Aalborg, detta anche Carta delle città europee per uno sviluppo durevole e sostenibile, che ha posto le basi per una pianificazione urbana e territoriale più auspicabile per questo inizio del Terzo Millennio.

## Geografia
Aalborg si trova nella parte più stretta del Limfjorden, lo stretto che separa la penisola dello Jutland dall'isola di Vendsyssel-Thy e che collega la città con il Kattegat circa 35 km a est. 
La parte cittadina affacciata sul mare ha un'altitudine di circa 5 m s.l.m., la città è però circondata da alcune basse colline che raggiungono i 60 m s.l.m.
Anche nella parte a nord del Limfjorden, Nørresundby, vi sono alcuni rilievi.

## Monumenti e luoghi d'interesse

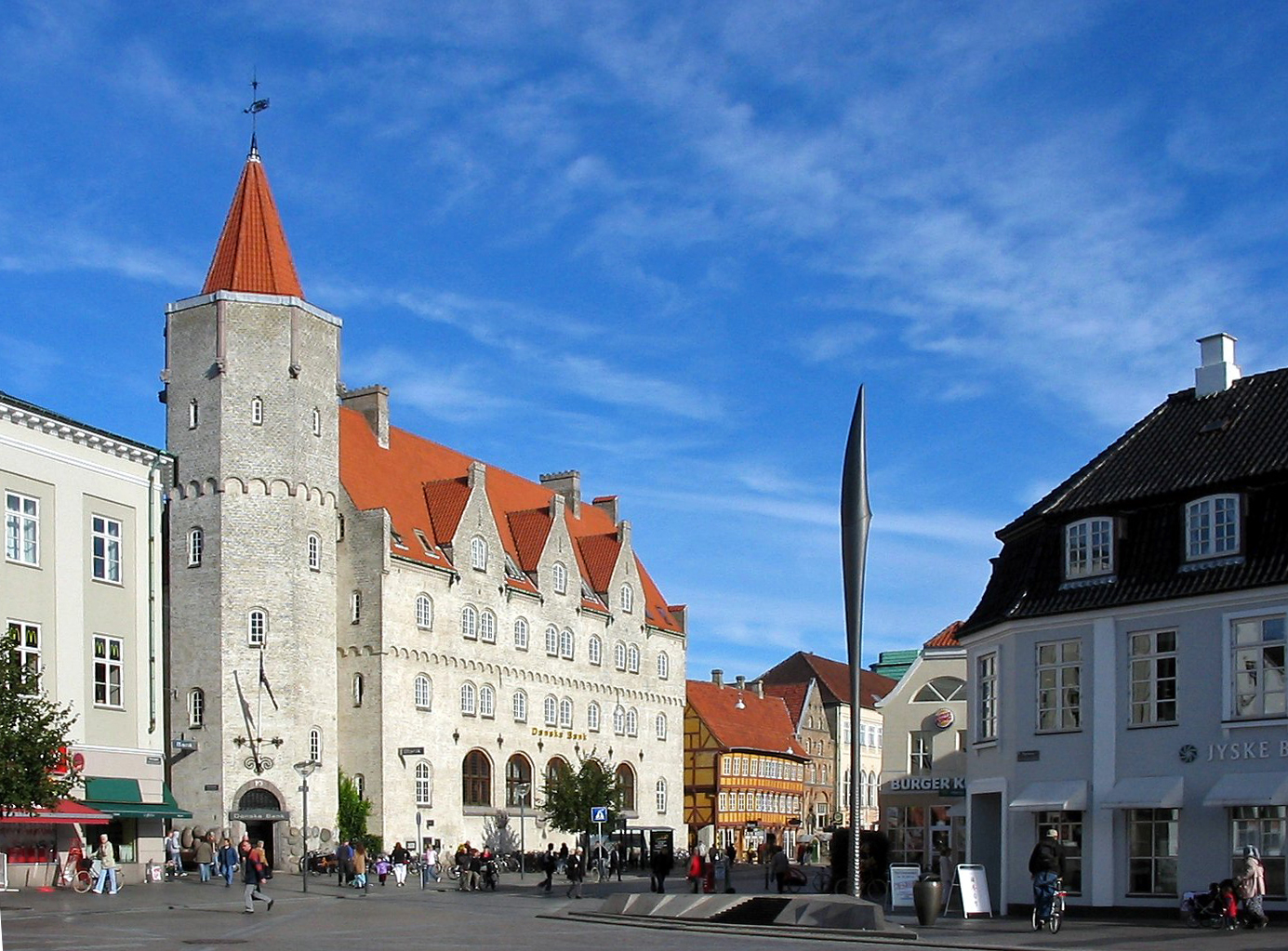
Nytorv, la nuova piazza di Aalborg

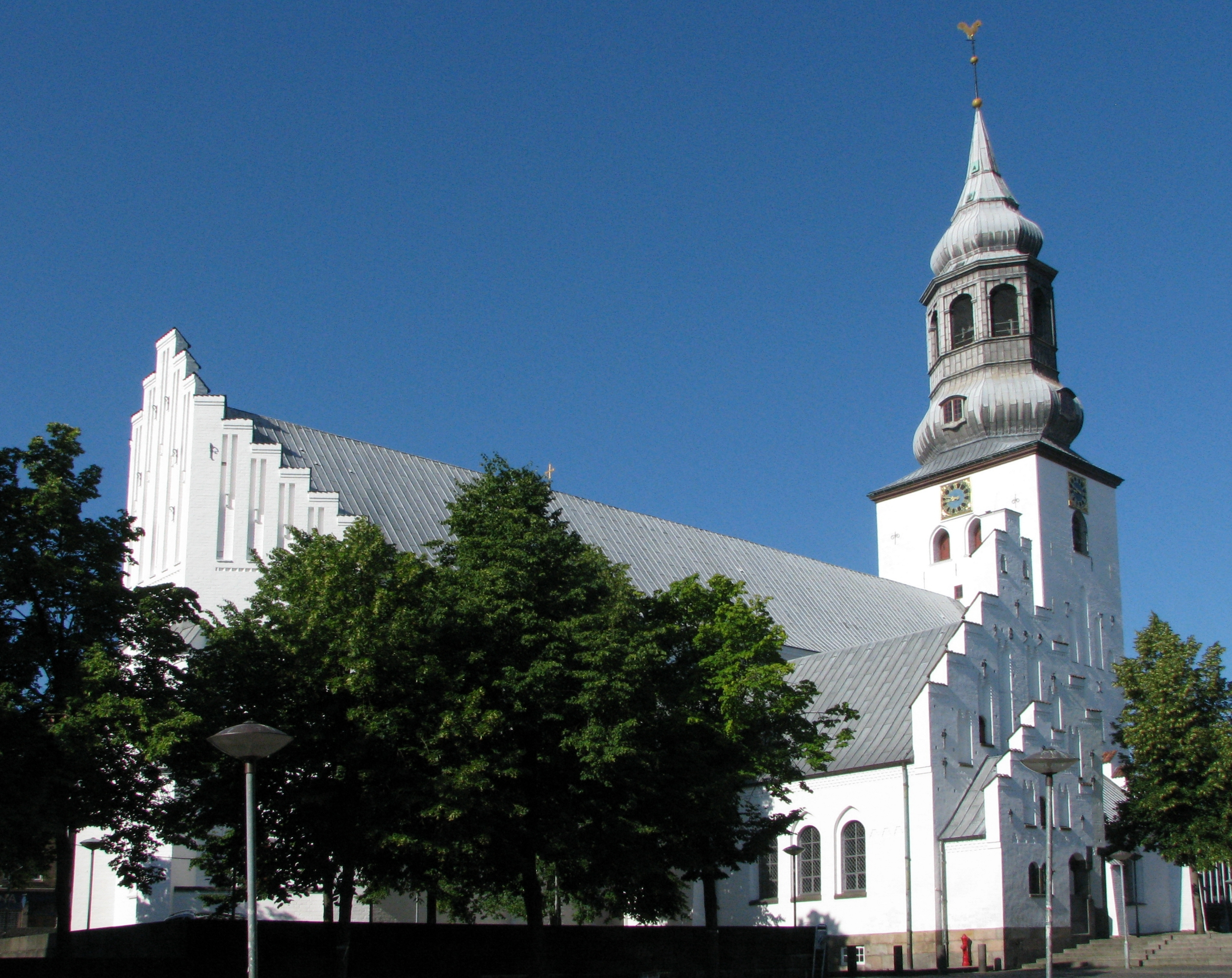
La Chiesa di San Botulfo

Il centro storico della cittadina si sviluppa intorno a Østerågade, la principale via commerciale pedonale.
- Su Østerågade si affaccia il Palazzo Jens Bang, realizzato nel 1624 dall'omonimo ricco mercante, è un esempio di architettura rinascimentale nordica. Si affaccia sulla piazza Nytorv, poco distante dall'antico municipio.
- La Cattedrale di San Botulfo ha assunto lo status di cattedrale nel 1554, l'attuale conformazione risale alla metà del XVIII secolo, si trova nella piazza più antica della città, Gammeltorv.[5]
- Sempre nel centro storico si trova la chiesa di Nostra Signora costruita tra il 1877 e il 1878 sul sito di un'antica chiesa conventuale su progetto dell'architetto danese Johannes Emil Gnudtzmann.[6]
- Sul Limfjorden si affaccia l'antico castello, Aalborghus realizzato con un'ossatura di legno a vista (bindingsværk), fu fatto costruire nel 1550 dal re Cristiano III di Danimarca e, negli anni cinquanta fu adibito a sede di uffici amministrativi.
- Sotto alla principale via commerciale pedonale della città è stato recentemente inaugurato un museo che raccoglie i reperti trovati negli scavi di un monastero dell'XI secolo.
- L'Aalborgtårnet è una moderna torre panoramica costruita nel 1933. Dalla sua sommità (105 metri d'altezza) si gode di una magnifica vista della città. Ai piedi della torre sorge il Nordjyllands Kunstmuseum i Aalborg (Museo delle arti di Aalborg), disegnato dall'architetto finlandese Alvar Aalto. Dal 2008 il museo è stato ridenominato KUNSTEN Museum of Modern Art Aalborg.
- Sulla riva settentrionale del Limfjord si trova Nørresundby, che è collegata ad Aalborg sia da un ponte stradale e ferroviario che da un tunnel sottomarino. A Nørresundby si trova il sito archeologico di Lindholm Høje, risalente all'età del ferro e all'epoca vichinga. Il sito comprende anche un museo dedicato.
- In città si trova anche il Museo storico di Aalborg.

### Jomfru Ane Gade

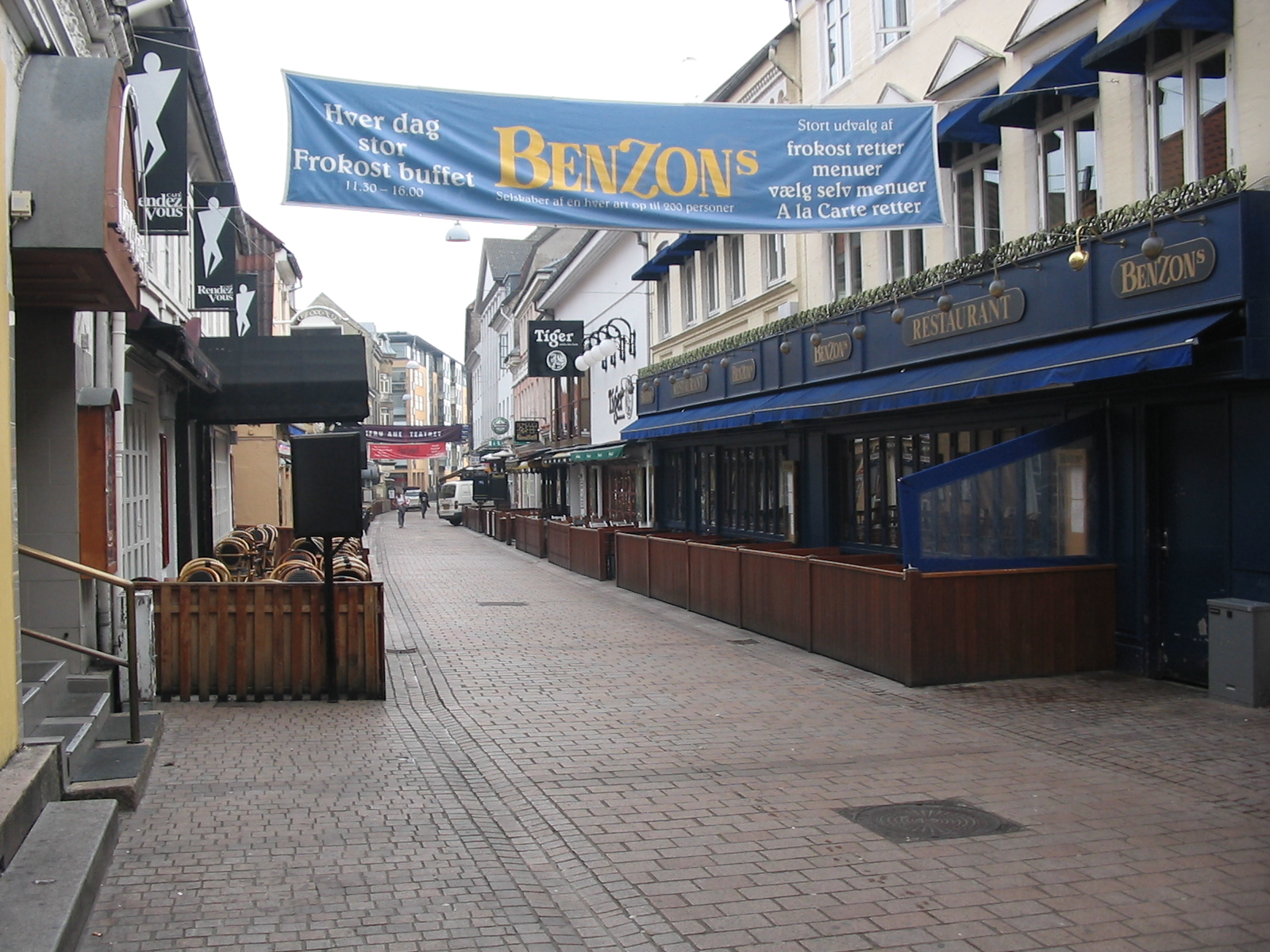
Jomfru Ane Gade, la via dei divertimenti - anno 2006

Una delle più famose e popolari vie di Aalborg, è la Jomfru Ane Gade, chiamata più semplicemente "Gaden". In questa via si trovano una moltitudine di pub e ristoranti che servono birra e altre bevande alcoliche ai prezzi più bassi di Danimarca. Durante il giorno i locali della Jomfru Ane Gade sono dei normali bar e ristoranti, mentre la sera si trasformano in club, discoteche e discobar. Durante gli anni novanta, la via godette di cattiva fama perché era il ritrovo di due aggressive bande di motociclisti che trascorsero alcuni anni a farsi la guerra per tutta la Scandinavia, ma non appena i motociclisti la abbandonarono la sua popolarità tornò quella di prima. La via è generalmente molto affollata in qualsiasi giorno della settimana, ma durante i weekend è davvero difficile riuscire a farsi largo tra la gente.

## Società

### Tradizioni e folclore

#### Il carnevale di Aalborg
I festeggiamenti annuali per il carnevale di Aalborg si svolgono solitamente nel weekend dell'ultima settimana di maggio. La manifestazione comprende tre eventi distinti: il carnevale dei bambini (Børnekarneval), la sfida tra i gruppi carnevaleschi e il carnevale propriamente detto.
Durante il carnevale possono arrivare ad Aalborg fino a 100 000 visitatori; il centro cittadino si riempie di vita e le strade sono invase da gente vestita nei modi più fantasiosi e piena di voglia di divertirsi. Per tutte le due giornate, fino a mezzanotte, nel Kilde Park si tengono concerti su più palchi diversi e la fine dei festeggiamenti è sancita da un grande spettacolo pirotecnico.

## Economia
Anche se Aalborg è tuttora un centro commerciale e industriale, i cui principali prodotti sono i cereali, il cemento e il pesce lavorato e conservato, negli ultimi anni molte delle fabbriche più grandi hanno chiuso i battenti, o perché fallite o perché hanno preferito trasferire all'estero la produzione. La città si sta quindi trasformando in un importante hub regionale per il settore dei servizi, grazie in particolare agli investimenti fatti nel settore dell'istruzione e nelle energie rinnovabili, che hanno aiutato a far crescere l'economia locale.
Ad Aalborg sono presenti anche importanti aziende operanti sia a livello nazionale che internazionale, come la De Danske Spritfabrikker (Distillatori danesi), una grande distilleria che produce 17 diversi tipi di akvavit e snaps, due tipici superalcolici dei paesi nordici. La Danske Spritfabrikker è la più grande distilleria della Scandinavia e i suoi prodotti sono esportati in 140 diversi paesi del mondo.
La città ospita anche la multinazionale Aalborg Portland A/S, uno dei più grandi produttori danesi di cemento con un fatturato di oltre un miliardo di corone danesi nel 2018. La compagnia è al 100% di proprietà del gruppo italiano Cementir Holding.
Grazie anche alle due università e ai loro programmi di incubazione aziendali, ad Aalborg sono recentemente sorte anche un certo numero di aziende operanti nel ramo delle telecomunicazioni e dei servizi. Alcune di esse hanno raggiunto anche rilevanza internazionale, come CEGO, sviluppatore di videogiochi e sistemi di casinò online, e Swiftox, operante anche in Italia sotto il marchio House of Banks.

## Amministrazione

### Gemellaggi
Aalborg mantiene rapporti culturali ed economici con ben 27 città sparse in tutto il mondo.
In questo modo Aalborg è diventata la città danese con il maggior numero di gemellaggi. Ogni quattro anni ad Aalborg si radunano per una settimana giovani provenienti da molte delle sue città gemelle, per partecipare ad una serie di competizioni sportive chiamate "Ungdomslegene" (Giochi della gioventù).
Questo l'elenco delle città gemellate con Aalborg:
| - Almere - Antibes - Büdelsdorf - Edimburgo - Fredrikstad - Fuglafjørður - Galway - Gdynia - Haifa - Hefei - Husavik - Innsbruck - Karlskoga - Lancaster | - Nuuk - Puškin - Racine - Rapperswil-Jona - Rendsburg - Riga - Riihimäki - Ittoqqortoormiit - Solvang - Tulcea, dal 1973 - Varna - Vilnius - Wismar |

## Sport
Nella città ha sede la società polisportiva Aalborg Boldspilklub, a cui fanno capo una squadra di calcio, che milita nella 1. Division, una squadra di hockey su ghiaccio e una squadra di pallamano.